# Cryptotis phillipsii
Cryptotis phillipsii är en däggdjursart som först beskrevs av William J. Schaldach, Jr. 1966.  Cryptotis phillipsii ingår i släktet pygménäbbmöss och familjen näbbmöss. IUCN kategoriserar arten globalt som sårbar. Inga underarter finns listade i Catalogue of Life.
Denna näbbmus förekommer i bergstrakter i södra Mexiko i delstaten Oaxaca. Den lever i regioner mellan 1060 och 2600 meter över havet. Arten vistas främst i molnskogar och äter insekter.